# Szaknyér
Szaknyér ist eine ungarische Gemeinde im Kreis Körmend im Komitat Vas. Sie ist von der Einwohnerzahl und Fläche her die kleinste Gemeinde des Kreises.

## Geografische Lage
Szaknyér liegt neun Kilometer nordöstlich der Stadt Őriszentpéter am Fluss Szentjakabi-patak. Nachbargemeinden sind Hegyhátszentjakab, Őrimagyarósd und Viszák.

## Sehenswürdigkeiten
- Glockenturm (Harangtorony)
- Mária-Terézia-Linde
- Weltkriegsdenkmal (Világháborús emlékmű)

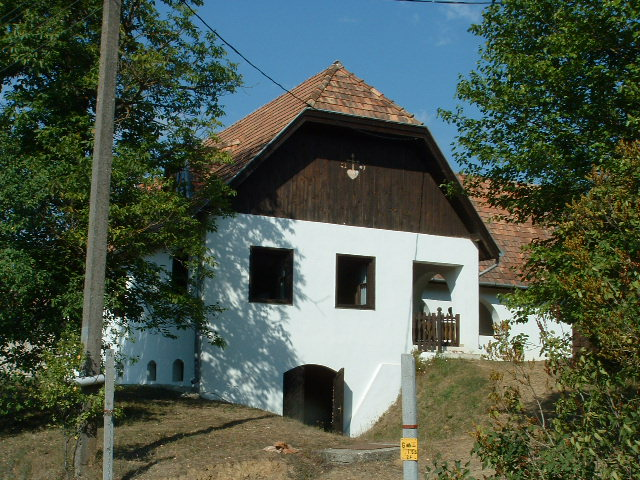
Bauernhaus in Szaknyér
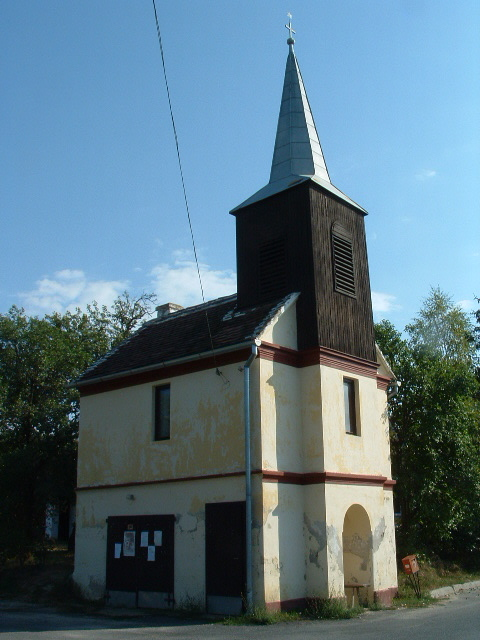
Glockenturm in Szaknyér

## Verkehr
Durch Szaknyér verläuft die Nebenstraße Nr. 74169. Der nächstgelegene Bahnhof befindet sich südlich in Felsőjánosfa.